# Голицын-Прозоровский, Александр Фёдорович
Князь Александр Фёдорович Голицын-Прозоровский (1810, Санкт-Петербург — 1898, Раменское) — генерал-лейтенант русской императорской армии (с 30.08.1857) из рода Голицыных. Владелец подмосковного села Раменское.

## Биография
Старший сын князя Фёдора Сергеевича, владевшего знаменитой усадьбой Зубриловка, и Анны Александровны, последней княжны Прозоровской родился 20 января 1810 года[по какому календарю?]. По ходатайству матери ему, как старшему сыну, было разрешено с 10 ноября 1852 года принять фамилию деда по материнской линии, так что он и его потомки именовались князьями Голицыными-Прозоровскими.
Унаследовав после смерти отца (1826) Зубриловку, Александр Голицын поступил в 18 лет на службу в лейб-гвардии Преображенский полк и 14 апреля 1829 года был произведён в прапорщики, в ноябре 1832 года получил чин подпоручика, в январе 1834 — поручика. Вращался в светском обществе, был знаком и с Пушкиным, воспоминания о котором (в записи П. Бартенева) были напечатаны в журнале «Русский архив» (1898, № 11; 1899, № 6; 1908, № 7).
С декабря 1837 по июнь 1839 года — в отставке, по семейным обстоятельствам. Вновь поступив на службу, служил в лейб-гвардии Гусарском полку: в декабре 1839 года произведён в штабс-ротмистры, в декабре 1841 — в ротмистры. Участвовал в военных действиях на Кавказе. В январе 1843 года был пожалован во флигель-адъютанты к его императорскому величеству с отчислением от фронта и состоянием в свите. В декабре 1844 года за отличие по службе был произведён в полковники. С 7 августа 1849 года он — генерал-майор свиты Её Императорского Величества. Командовал лейб-гвардии Конно-гренадерским полком; в 1849 году участвовал в Венгерской кампании.
В 1857 году Голицын-Прозоровский был произведён в генерал-лейтенанты. Один из последних очевидцев светского общества пушкинской эпохи, князь умер в глубокой старости, в возрасте 88 лет. Вспоминая петербургское общество 1860-х годов, граф С. Д. Шереметев писал: 

Это известный всей молодежи 1830-х гг. «Сашка» Голицын, фигура типичная, кутила и жуир, когда-то командовавший Конногренадерским полком, большого роста, с седыми усами и коротко обстриженной седой головой, он появлялся на балах и, несмотря на преклонные годы, изредка пускался в мазурке, и когда он танцевал, вся зала на него смотрела.

## Награды
Был отмечен наградами:
- Орден Святого Станислава 3-й ст. (1832)[5]
- Орден Святого Владимира 4-й ст. с бантом (1845)
- Орден Святой Анны 2-й ст. (1848)
- Знак отличия за XV лет беспорочной службы (1849)
- Орден Святого Владимира 3-й ст. (1852)
- Орден Святого Станислава 1-й ст. (1854)
- Орден Святого Георгия 4-й ст. (1854; № 9336, за выслугу)

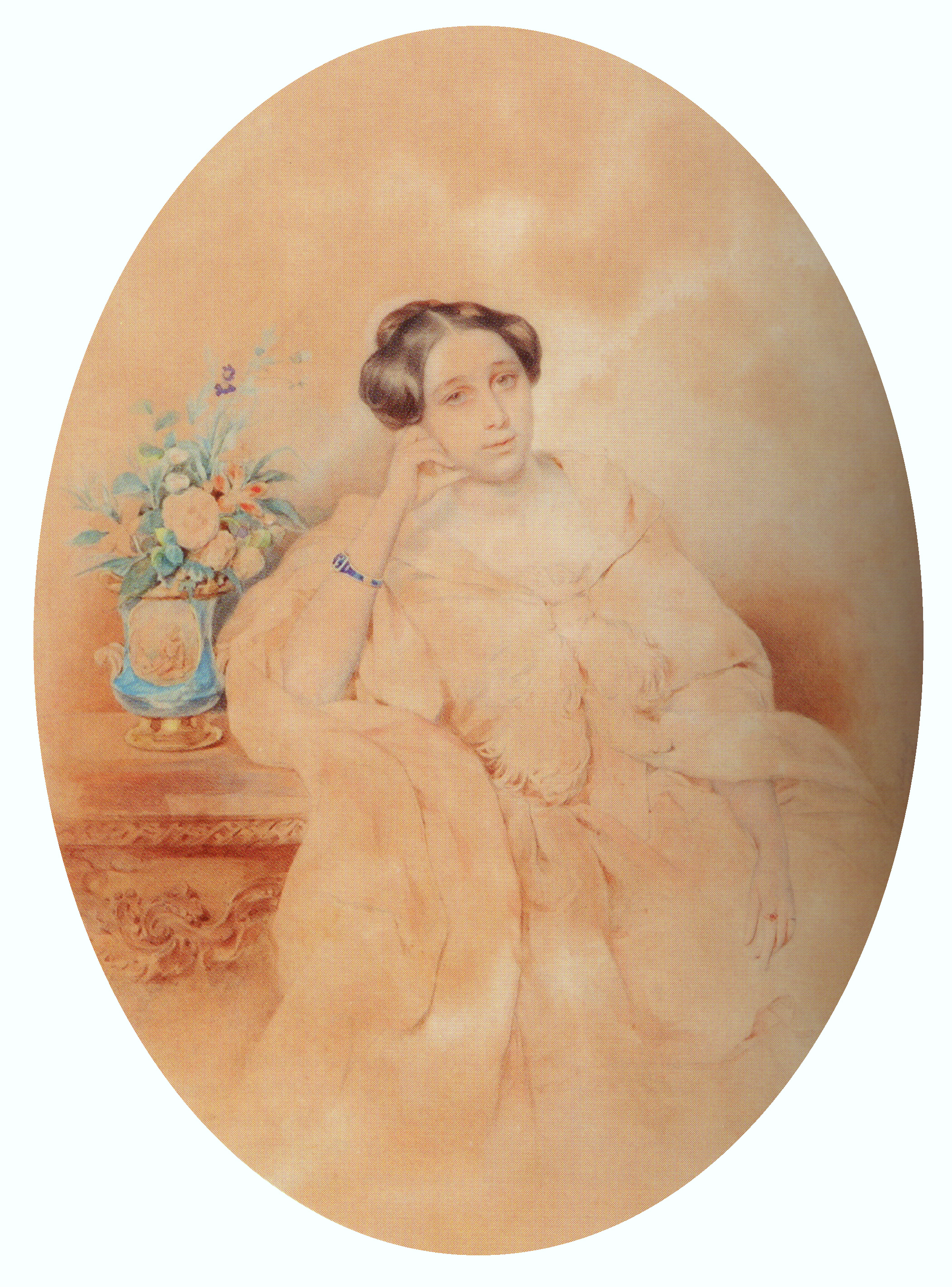
Мария Александровна

## Семья

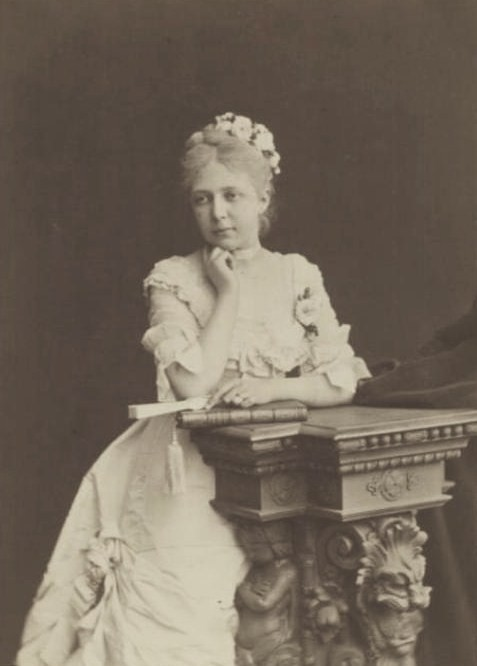
Княгиня Мария Гагарина

Жена (с 14 января 1848 года) — Мария Александровна Львова (17.05.1826—17.11.1901), фрейлина двора, дочь подполковника А. Н. Львова; внучка знаменитого архитектора Н. А. Львова и М. А. Дьяковой, в честь которой была названа. Родилась в Петербурге, крещена 31 мая 1826 года в Морском соборе при восприемстве деда Н. С. Мордвинова и Д. А. Державиной. Скончалась от простуды в подмосковном селе Раменском. П. И. Бартенев писал в некрологе княгини Голицыной-Прозоровской: 

Эта достопамятная женщина была украшением русского образованного общества в течение последних четырёх царствований. Жизнь её была развитием и применением унаследованных ею по рождению качеств. Но, кроме того, что изящные художества и науки были ей сродни, она владела искусством здравой благотворительности, о чём свидетельствуют и село Раменское, и прекрасная Тамбовская Зубриловка (где она будет похоронена). От её попечений о бедном люде жилось ему лучше в отношении нравственном.
— Городнова Л. Е. «Очаровательная греза XVIII века» // Московский журнал. — 2015. — № 3. — С. 34. — ISSN 0868-7110.
У супругов родились дети:
- Анна (1851—1921), занималась живописью и акварелью; с 28 января 1877 года[10] замужем за Владимиром Михайловичем Горяиновым (1851—1907), гласным Тамбовского губернского земского собрания от Кирсановского уезда; умерла в московской тюрьме.
- Александр (23.01.1853[11] —1914), крещён 15 февраля 1853 года в Исаакиевском соборе при восприемстве князя С. Г. Голицына и тётки Н. А. Львовой; действительный статский советник; жена — княжна Мария Петровна Трубецкая (1857—1933), дочь дипломата П. П. Трубецкого, сестра скульптора Паоло Трубецкого.
- Мария (1855—1931), фрейлина, замужем с 25 января 1876 года[12] за князем Г. Г. Гагариным; умерла в Париже.
- Ольга (1857—1879)